# 傑倫·格林
傑倫·羅曼迪·格林（英語：Jalen Romande Green，2002年2月9日—）生於加利福尼亞州美熹德，是一名美國男子籃球運動員。在2021年NBA選秀中被休士頓火箭選中，現時效力NBA鳳凰城太陽。

## 職業生涯

### NBA G聯盟引爆者 (2020–2021)
2020年4月16日，格林与NBA G聯盟引爆者签订了一份一年60万美元的合同。他成为第一个加入球队的球员。

### 休士頓火箭 (2021–2025)
2021年7月29日，格林在2021年NBA选秀中被休斯顿火箭以第二顺位选中。
2021年10月20日，格林完成了他的NBA首秀，在124-106输给明尼苏达森林狼的比赛中贡献了9分、4个篮板和4次助攻。

### 菲尼克斯太阳（2025-）
2025年7月7日，休斯顿火箭将格林交易至菲尼克斯太阳。

## 生涯數據

### NBA

#### 例行賽
| 賽季    | 球隊 | GP | GS | MPG  | FG%  | 3P%  | FT%  | RPG | APG | SPG | BPG | PPG  |
| ------- | ---- | -- | -- | ---- | ---- | ---- | ---- | --- | --- | --- | --- | ---- |
| 2021–22 | HOU  | 67 | 67 | 31.9 | .426 | .343 | .797 | 3.4 | 2.6 | .7  | .3  | 17.3 |
| 生涯    | 生涯 | 67 | 67 | 31.9 | .426 | .343 | .797 | 3.4 | 2.6 | .7  | .3  | 17.3 |